# Карвальо, Грейси
Грейси Карвальо (порт. Gracie Carvalho; род. 23 июля 1990, Сан-Жозе-дус-Кампус, Сан-Паулу) — бразильская топ-модель.

## Биография
Родилась 23 июля 1990 года. В модельном бизнесе с восемнадцатилетнего возраста, в 2007 году подписала первый профессиональный контракт с модельным агентством Way Management.
В первых показах ведущих мировых брендов приняла участие в 2008 году на неделе высокой моды в Сан-Паулу. Вскоре стала лицом торговой марки Yamamay. Стала одной из самых востребованных моделей недели высокой моды в Рио-де-Жанейро, где в общей сложности вышла на подиум в 35 показах.
Вскоре после этого подписывает контракт с модельным агентством Marylin. В июле и сентябре 2008 года попадает на обложку журнала L’Officiel Бразилия.
Начиная с 2009 по 2011 год является одной из востребованных моделей мира, очень часто дефилируя для ведущих брендов и домов моды по всему миру. В 2010 году попадает на обложку журнала Vogue Бразилия.
В 2009—2011 годах она становилась лицом рекламных кампаний DKNY Jeans, Gap, Tommy Hilfiger и C&A. В 2010 году модель принимала участие в фотосессии для календаря Pirelli. В 2010 и 2015 годах участвовала в ежегодных итоговых показах бренда Victoria’s Secret.
В различное время принимала участие в следующих показах: Ralph Lauren, Derek Lam, Vera Wang, Max Azria, Brian Reyes, Tory Burch, Carlos Miele, Lela Rose, DKNY, Victoria’s Secret, Karl Lagerfeld, Gaspard Yurkievich, Osklen, Vivienne Westwood, Kenzo, Salinas, Andrea Marques, Giulia Borges, Walter Rodrigues, Maria Bonita, Lucas Nascimento и других.
Начиная с 2012 года сокращает свою активную модельную деятельность. Последний раз выходила на подиум в 2019 году, по разу появившись на показах на неделях высокой моды в Рио-де-Жанейро и Сан-Пауло.
В качестве хобби занимается муай-тай и джиу-джитсу.